# Chiesa di San Bernardo (Casnate con Bernate)
La chiesa di San Bernardo è la parrocchiale di Bernate, frazione del comune sparso di Casnate con Bernate, in provincia e diocesi di Como; fa parte del vicariato di Fino Mornasco.

## Storia
All'origine, a Bernate esisteva unicamente la cappella di San Martino, filiale della pieve di Fino Mornasco; successivamente, il paese entrò a far parte della parrocchia di Casnate, essendo la matrice scomoda da raggiungere per i fedeli. 
Nonostante le numerose richieste precedenti, Bernate fu eretta a parrocchia autonoma nel 1837; questa decisione fu presa anche in considerazione del fatto che la chiesa di Casnate, dove si recavano per le funzioni anche i bernatesi, era crollata. 
In quegli stessi anni venne costruita anche la nuova parrocchiale, che fu ultimata nella prima metà degli anni quaranta dell'Ottocento e consacrata però appena nel 1937. 
Nel 1892 il vescovo Andrea Carlo Ferrari, compiendo la sua visita pastorale, trovò che la rendita del beneficio era di circa 550 lire, che la parrocchiale, avente come filiale l'oratorio della Beata Vergine Maria, era sede della confraternita del Santissimo Sacramento.  Intitolata inizialmente alla Beata Vergine e ai Santi Giuseppe e Bernardo - come si legge nello Stato delle parrocchie e del clero della città e diocesi di Como per l'anno 1858 -, la parrocchia fu dedicata verso la metà del Novecento a San Bernardo.

## Descrizione

### Facciata
La facciata a salienti della chiesa, rivolta a sudovest, è suddivisa verticalmente in tre parti: il corpo principale è caratterizzato dal portale d'ingresso, protetto dal protiro sorretto da due colonne, e da una lunetta, contenente una sacra raffigurazione, e coronato dal frontone triangolare, mentre le due ali laterali presentano altrettante nicchie e sono concluse da semitimpani.
Annesso alla parrocchiale è il campanile a base quadrata, la cui cella presenta su ogni lato una monofora ed è coronata dalla guglia.

### Interno
L'interno dell'edificio si compone di un'unica navata, al termine della quale si sviluppa il presbiterio, chiuso a sua volta dalla parete di fondo piatta.
Qui sono conservate diverse opere di pregio, tra le quali la tela raffigurante la Vergine col Bambino che appare a San Bernardo, gli affreschi ritraenti i Quattro Evangelisti e l'Eucaristia in gloria d'Angeli, la pala con soggetto l'Elemosina di San Tommaso da Villanova, dipinta nel 1658 da Giacinto Brandi, e quella con la Madonna col Bambino incoronata da Angeli e San Girolamo, realizzata probabilmente da Giovanni Andrea De Magistris nel XVI secolo.